# Leigh-on-Mendip
Leigh-on-Mendip is een civil parish in het bestuurlijke gebied Mendip, in het Engelse graafschap Somerset met 514 inwoners (2001).